# Lijn J/Z (metro van New York)
De J Nassau Street Express en Z Nassau Street Express  of ook wel lijn J en lijn Z zijn twee metrolijnen die onderdeel zijn van de metro van New York. Op plattegronden, stationsborden en richtingfilms staan de lijnen aangegeven in de kleur bruin  omdat de lijn een dienst is op de Nassau Street Line door Manhattan.
De J rijdt de hele dag, terwijl de Z alleen in de spits rijdt in de drukste richting. Beide lijnen bedienen de hele Archer Avenue Line en Jamaica Line van
Jamaica Center – Parsons/Archer over de Williamsburg Bridge naar Lower Manhattan. De Z rijdt als express (sneltrein) ten westen van Myrtle Avenue, en de J en Z stoppen om beurten om het andere station ten oosten van Myrtle Avenue. Doordeweeks rijden de J en Z naar het meest zuidelijke station op de Nassau Street Line, Broad Street, maar de J rijdt in de weekenden maar tot Chambers Street. Broad Street en Fulton Street worden dan niet bediend door deze lijn.
 ·  ·  ·  ·  ·  ·  ·  ·  · 